# 安靠科技
安靠国际科技（英語：Amkor Technology，Inc.）是一家美國半导体产品封装和测试服务提供商。该公司成立于1969年，自2005年總部从美国宾夕法尼亚州威徹斯特搬遷至亚利桑那州坦佩。截至2017年，艾克爾在全球拥有约29,300名员工，销售额为41.9亿美元。
艾克爾在中國大陸、日本、韩国、马来西亚、菲律宾、葡萄牙和台灣设有工厂。它为芯片制造商提供封装和测试集成电路（IC）服務。
2001年，在台灣合併上寶半導體與台宏半導體，成立艾克爾台灣分公司。
2016年2月，艾克爾收购了日本最大的半导体组装和测试外包供應商J-Devices Corp.。
2018年9月，艾克爾在台灣桃園市龍潭區的龍潭科學園區开设了制造和测试工厂。